# Chiesa di San Pietro (Avila)
La chiesa di San Pietro è un tempio romanico ubicato nella città spagnola di Avila. È stato dichiarato monumento nazionale il 30 maggio 1914, mediante un decreto reale pubblicato nella Gaceta di Madrid il 10 giugno di quello stesso anno, a firma di Francisco Bergamín, ministro della Istruzione Pubblica e Belle Arti. Al presente è considerato Bien de Interés Cultural.
Nel 1985 è stata inserita nella lista del Patrimonio dell'umanità, come elemento della Città vecchia di Avila con le sue chiese fuori le mura.

## Descrizione
L'edificio presenta pianta a croce latina, a tre campate che terminano in tre absidi, con la navata centrale più alta di quelle laterali. Le tre porte di ingresso sono romaniche ed è presente un grande rosone sulla facciata. L'insieme è circondato da uno spazio coltivato a verde. Si trova sulla piazza di Santa Teresa, anche conosciuta come "piazza del Mercato Grande". Al suo interno si trovano, tra le altre opere d'arte, intagli di santa Caterina e di san Paolo.